# Calendulauda gilletti
Cotovia-de-gillett ou cotovia-da-ogadénia (Calendulauda gilletti) é uma espécie de ave da família Alaudidae.
Pode ser encontrada nos seguintes países: Etiópia, Quénia e Somália.
Os seus habitats naturais são: savanas áridas e matagal árido tropical ou subtropical.